# 袁汉民
袁汉民（1947年9月—），北京人，汉族，中华人民共和国政治人物、第十一届全国政协委员。
加入九三学社，担任十一届全国政协常务委员、九三学社中央常委、宁夏自治区委主委。2008年，当选第十一届全国政协常务委员，代表九三学社，分入第十二组。